# Aq Qoyunlu
Els Aq Qoyunlu (xai blanc) foren un grup o federació de tribus turcmanes que va governar Diyar Bakr i després la major part de Pèrsia, fins al 1502. A partir d'Uzun Hasan la capital fou Tabriz. Els Ak Koyunlu s'estengueren entre el 1340 i el 1509. La seva història va passar per diversos moments primer d'ascens arribant al cim amb Uzun Hasan, i després de descomposició fins a la seva liquidació pels safàvides entre 1501 i 1509.
Segons el turcòleg alemany Gerhard Doerfere, tant els turcmans de l'Aq Qoyunlu com els del Garagoyunlu serien predecessors dels àzeris.
Formaven la confederació diversos clans oghuz. La confederació es va formar amb tribus diverses, algunes emigrades amb els seljúcides al segle xi, altres al segle xiii amb els mongols, i altres al segle xiv (els bayat, döger, čepni i altres). Els caps sortien del clan Bayundur derivada de Bayundur Khan, fundador d'una de les vint-i-quatre tribus oghuz i net d'Oghuz Khan. L'origen del seu nom és desconegut. El govern corresponia a un consell (Kengač) d'emirs i caps de tribu (boy kanlari) que decidia sobre afers militars i la successió al sultanat. L'exèrcit el formaven milícies tribals que es mantenien elles mateixes sobre el terreny, i a més el sultà tenia una força de guàrdies pagats, els kawass; els ak koyunlu cobraven taxes a les poblacions sedentàries i drets de duana a les rutes comercials.
Estaven establerts a Amida al Diyar Bakr. El seu territori de pastura vorejava el de la confederació dels kara koyunlu al nord del llac Van, l'estepa d'Urfa i les regions de Dhu l-Kadr (la confederació Dhu l-Kadr estava sotmesa als egipcis que arribaven fins a Malatya) i de Karaman; al nord hi havia el Beylik d'Eretna centrat a Kayseri i Sivas, l'imperi de Trebisonda i el regne de Geòrgia.

## Història

### Primers anys
La primeres notícies són dels romans d'Orient 1339-1349 quan es van produir xocs entre les tribus de turcmans confederades i les forces gregues de Trebisonda; les primeres estaven dirigides per Tur Ali ibn Pahlawan que dominava Amida o Diyarbakir. El 1352 es va fer la pau amb el matrimoni entre Maria Comnena, germana de l'emperador Aleix III Comnè (1349-1390) i el fill de Tur Ali, de nom Fakhr al-Din Kutlu Beg, cap tribal dels Kutlu Beg. La pau es va mantenir posteriorment amb nous enllaços matrimonials, i Trebisonda mai més fou atacada.
Tur Ali va morir entre 1352 i 1363 i el va succeir el seu fill Fakhr al-Din Kutlu Beg que va intervenir en la política interna del principat d'Eretna, del qual van esdevenir nominalment vassalls el 1381, però van donar suport als caps militars rebels a Erzindjan quan el cadi Ghazi Burhan al-Din es va proclamar sultà a Sivas. Va morir el 1389 i el va succeir el seu fill Ahmad ibn Kutlu, com a vassall nominal de Sivas.

### Kara Uthman

#### Temps de Tamerlà
Ahmad es va mostrar dubitatiu i imprudent en les lluites entre Sivas i Erzindjan, i els amirs el van substituir (1390) pel seu germà Kara Yuluk (o Yoluz) Uthman Beg que es va revoltar (1398) contra Burhan al-Din al que va matar en batalla. La mort de Burhan va coincidir en el temps amb la del sultà mameluc Barquq (1382-1399) i això va portar al conflicte entre els otomans que es volien expandir a l'est i Tamerlà, que va acabar el juliol del 1402 amb la batalla d'Ankara que va posar fi temporalment al poder otomà.
Kara Uthman es va declarar vassall de Tamerlà el 1400 i va dirigir la seva avantguarda en la campanya timúrida contra Sivas, els defensors de la qual tenien el suport otomà; també la va dirigir contra territoris mamelucs; va participar en la batalla d'Ankara del 1402. Tamerlà li va donar el rang d'amir, el va confirmar com a cap dels ak koyunlu i el va encarregar de la custòdia de la fortalesa de Diyarbakir (Amida) que fins al 1394 havia estat en mans dels ortúquides. Diyarbakir serà la seva capital durant anys.
Les aliances matrimonials es repetiren quan el seu fill Kara Uthman ([Kara Yuluk]) que estava al servei dels emirs d'Erzindjan i Sivas i de vegades fins i tot dels sultans mamelucs d'Egipte. El 1389 es va imposar al seu rival Kara Muhammad, cap de la confederació dels Kara Koyunlu, i el 1397 a l'emir de Sivas, Burhan al-Din. El 1401 es va sotmetre a Tamerlà amb el qual va lluitar en la batalla d'Ankara d l'estiu del 1402 i va rebre de Tamerlà la sobirania feudal del Diyar Bakr. Va intentar expandir-se cap a Armènia però va morir el 1435 sense haver-ho aconseguit.
Els Kara Koyunlu, establerts al nord del llac Van, van tornar a les seves terres a la mort de Tamerlà (1405) i el 1410 va suplantar als seus antics senyors, els djalayírides. El 1435 es van produir lluites entre Ali i Hamza, fills de Kara Uthman. El fill d'Ali, Uzun Hasan, va expandir els seus dominis cap a l'est derrotant el darrer Kara Koyunlu Djihan Shah (1467) i al timúrida Abu Said a l'any següent (1468), arribant fins a Bagdad, Bàssora i Herat; en canvi no va poder aturar els otomans per occident.

#### Lluites amb els kara koyunlu
A la mort de Tamerlà, Kara Uthman va mantenir bones relacions amb els seus successors, mentre la confederació rival dels Kara Koyunlu, que havien estat sotmesos a la força per Tamerlà restablien la seva independència. En temps del net de Tamerlà, Abu Bakr, els kara koyunlu van expulsar els timúrides i van matar el pare d'Abu Bakr, Miran Shah (o Miranshah) governador de l'Azerbaidjan; després va derrotar els djalayírides i es van apoderar de l'Iraq amb Bagdad; també va ocupar parts de Geòrgia i va entrar en territoris iranians (fins a 1420). El sobirà kara koyunlu, Kara Yusuf, va morir vers el 1420, i els conflictes entre els seus fills van facilitar la reacció timúrida; el timúrida Xah Rukh va haver de fer tres campanyes (1420-1421, 1429, i 1434-1435) per aturar la seva expansió i restaurar la seva sobirania.; els kara koyunlu van perdre molts territoris a la parts occidentals que van passar als ak koyunlu.
Entre 1420 i 1435 els ak koyunlu es van establir a Armènia i tot el Diyar Bakr i es van estendre cap al Diyar Mudar i la part occidental del Diyar Rabia cosa que els va posar en conflicte amb els seus antics amics els mamelucs; llavors els kara koyunlu es van aliar als egipcis mentre els ak koyunlu mantenien l'aliança amb els timúrides que disputaven als mamelucs l'hegemonia a la zona de la [mar Roja].
El 1424 Kara Uthman va repartir els territoris en governs pels seus fills en comptes de com es feia fins aleshores a caps tribals. Kara Uthman va donar suport a les expedicions de Shahrukh a l'Azerbaidjan i durant la tercera campanya el cap dels ak koyunlu va enfrontar als kara koyunlu (dirigits per Iskandar, fill de Kara Yusuf) en una batalla prop d'Erzurum i fou derrotat i fou mort l'agost/setembre de 1435; el seu cap fou enviat per Iskandar al sultà mameluc Barsbay (1422-1438).

### Successors de Kara Uthman
A la mort de Kara Uthman es va produir una lluita pel poder; alguns caps eren partidaris de l'aliança amb els mamelucs i altres dels otomans. El successor designat, el seu fill Ali ibn Kara Uthman, no va poder enfrontar als seus germans, cosins i oncles que reclamaven el poder i el 1438 va abdicar i se'n va anar a l'exili a Egipte; el seu germà Hamza, que dominava Mardin i que era el cap més poderós, va assolir el govern però va morir el 1444 abans de poder eliminar els seus rivals i la lluita es va desenvolupar llavors entre Shayk Hasan (fill de Kara Uthman) i Djihangir ibn Ali, fill d'Ali.
El 1447 va morir el timúrida Shahrukh i a Herat van esclatar lluites per la successió timúrida. El nou sultà kara koyunlu Jahan-Xah ibn Kara Yusuf, que havia succeït (1438) a l'assassinat Iskandar ibn Kara Yusuf, es va fer llavors independent dels timúrides i es va proclamar sultà i va tenir el suport d'alguns caps dels ak koyunlu; el 1450, en una campanya contra els ak koyunlu dirigits per Djihangir, va conquerir bona part d'Armènia, i va assetjar a Djihangir a Amida. El cap ak koyunlu es va rendir la primavera del 1452 i va reconèixer la sobirania del kara koyunlu Djahanshah.
Aquest acord de pau es va fer sense coneixement del germà de Djahangir, Uzun Hasan (Hasan el Llarg) que ho va considerar una rendició, i va iniciar la guerra pel seu compte i a la tardor del mateix anys 1452 va entrar a Diyarbakir en un atac sagnant aprofitant que Djahangir estava absent en una expedició militar al Kurdistan. Una vegada al poder a Diyarbakir va desconèixer la sobirania de Djahanshah dels kara koyunlu i va enviar les claus de la fortalesa al Caire com a símbol de vassallatge envers els mamelucs; el sultà li va enviar la investidura com a governador de Diyarbakir. Djahangir va provar de reconquerir la capital amb ajut de contingents enviats per Djahanshah, però no ho va aconseguir i fou finalment derrotat el 1457.

### Uzun Hasan

#### Final dels kara koyunlu
Ara tots els ak koyunlu reconeixien a Uzun Hasan. El 1458 va fer diverses incursions de pillatge a Geòrgia que li van procurar botí i el prestigi d'un ghazi (combatent per la fe) en ser els enemics cristians; però al mateix temps reprenia els contactes amistosos que hi havia hagut anteriorment amb la casa imperial de Trebisonda, ara amenaçats pels otomans; es va casar amb la princesa Teodora Comnena i es va unir a una aliança contra els otomans. Quan el sultà otomà Mehmet II (1451-1481) es va presentar davant Trebisonda amb artilleria (1461), Uzun Hasan va renunciar a combatre, ja que no podia enfrontar la superioritat de l'enemic i en els següents anys es va dirigir cap altres fronts. El 1462 va conquerir Hisn Kayfa el darrer principat aiúbida, i els 1465 la fortalesa de Khartpurt que pertanyia a Dhu l-Kadr. Mentre Djahanshah dels kara koyunlu havia dominat l'Iraq Adjemí, Fars i fins a Kirman a costa dels timúrides i va evitar el conflicte amb els ak koyunlu tot i que no van faltar les ocasions per la guerra a causa dels atacs dels rivals; la revolta del seu fill Pir Budak a Bagdad el tenia ocupat, però quan la revolta fou dominada va iniciar la guerra contra Uzun Hasan (1467); ja proper l'hivern fou atacat al seu camp per Uzun Hasan i derrotat i Djahanshah i el seu fill Muhammad van morir durant la retirada mentre dos altres fills van morir poc temps després. Per manca de lideratge la confederació kara koyunlu va desaparèixer de fet i l'estiu del 1468 Uzun Hasan va poder dominar l'Azerbaidjan.

#### Lluites amb els timúrides
La mort dels caps kara koyunlu va permetre als timúrides pensar a recuperar l'Iran. Van avançar des del Gran Khorasan i van arribar fins a l'Iraq Adjemí, però mancats de reforços van haver d'instal·lar quarters d'hivern a Karabagh on foren assetjats pels ak koyunlu i Abu Said fou fet presoner en un intent de sortida el gener del 1469 i executat al cap de poc. Això va deixar a Uzun Hasan sense rival per l'Iran occidental. Uzun Hasan es va estendre per les regions entre Azerbaidjan i Khorasan i va establir la seva capital a Tabriz, antiga capital dels il-kans, els djalayírides, i els kara koyunlu. Altre cop va enviar les claus de Tabriz i altres ciutats al sultà mameluc Kayth Bey (1468-1496) demanant confirmació de la sobirania, però utilitzant un llenguatge que clarament mostrava que es considerava un sobirà independent. Va intentar també estendre la seva sobirania sobre la branca timúrida del Khorasan, però no va tenir èxit; el timúrida d'Herat, Muhammad, va ser eliminat pels notables locals que donaven suport al príncep Husayn Baykara que va pujar al tron (1470-1506); a començaments del 1471 la intervenció otomana al principat de Karaman va fer retornar a Uzun Hasan des de Khorasan a occident; en endavant les relacions amb els timúrides es van millorar i fins i tot van esdevenir amistoses.

#### Lluites amb els otomans
Karaman impedia l'accés dels otomans a la mar enfront de Xipre, que era un virtual protectorat venecià. El govern de Venècia havia concertat una aliança amb els ak koyunlu el 1464; el 1470 Uzun Hasan va acordar amb els venecians que si aquests atacaven als otomans per mar ell ho feria per terra i va demanar armament modern a la república que li foren enviades la primavera del 1473 encara que massa tard. L'estiu de 1472, esperant suport venecià, Uzun Hasan va envair territori otomà, assolant Tokat i arribant fins més enllà de Sivas i Kayseri i cap a Karaman, però fou rebutjat pels otomans, igual que ho fou una incursió a territori mameluc que buscava el reconeixement pels egipcis de la sobirania ak koyunlu. L'estiu del 1473 Uzun Hasan fou derrotat en una sagnant batalla a Baskoy en la riba del Otluqbeli, on Mehmet III va poder portar artilleria i Uzun Hasan no ho va aconseguir; la superioritat militar otomana li va donar la victòria; els ak koyunlu es van retirar i no van perdre gaires territoris; el 1474 els venecians van pressionar per un nou atac, però Uzun Hasan ja no va fer cap més avanç a la regió de l'Eufrates i va ignorar les peticions venecianes.

#### Final d'Uzun Hasan
Als darrers anys del seu regnat es va haver d'enfrontar a la rebel·lió del seu fill Oghurlu Muhammad, governador de Siraz, que tenia el suport del seu germanastre Masud governador de Bagdad i del seu oncle Uways governador a al-Ruha. Oghurlu va morir en batalla l'hivern del 1476/1477 contra la facció que donava suport a Khalil, successor designat per Uzun Hasan. Uzun Hasan va fer una darrera campanya contra els georgians i va morir el 5/6 de gener de 1478.
El centre del poder ak koyunlu s'havia desplaçat cap a l'est. El govern a les regions iranianes no havia canviat. Se sap dels quatre principals càrrecs sota Uzun Hasan: el visir, que dirigia el gran consell o diwan; el mustawfi al-mamalek encarregat de l'administració financera; el murhdar que tenia el segell de l'estat i el mirakor encarregat de la cort; al regne del seu fill apareix el sadr (cap dels dignataris religiosos) que no se sap segur si ja existia abans encara que sembla el més probable.

### Els successors d'Uzun Hasan
A Uzun Hasan el va succeir el seu fill Khalil que va voler centralitzar el poder a les seves mans i fou assassinat al cap de poc temps (juliol del 1478) en lluita prop de Khoy contra els partidaris del seu germà Yakub (de 14 anys) entre els quals moltes tribus turcmans d'Anatòlia que se sentien desplaçades del poder en favor de les tribus iranianes.
Yakub va regnar dotze anys (1479-1490) en una calma bastant generalitzada; els partidaris de Khalil van rebre nomenaments per portar-los al seu bàndol. Hi va haver revoltes a Kirman el 1479 i a Hamadan el 1481 però foren reprimides fàcilment. No hi va haver conflictes exterior excepte l'annexió pels otomans d'un petit districte al nord de Bayburt (primavera del 1479) i un atac mameluc a al-Ruha (1480) que fou rebutjat. Yakub però no era religiós i la seva manca d'interès per la religió li va fer perdre el suport popular; molts turcmans que formaven part de la confederació es van unir a l'ordre safàvida, una organització que s'havia transformat en un moviment militant extremista xiïta.
Yakub va enviar al cap religiós Shaykh Haydar (origen dels safàvides) a fer la guerra santa contra els circassians i georgians cristians del Caucas però les lleialtats de tots els seus col·laboradors eren incertes; durant un saqueig a Geòrgia, Haydar va intentar venjar la mort del seu pare Shaykh Djunayd (que s'havia produït el 1460) atacant al Shirvanshah que era vassall de Yakub. Aquest va enviar forces contra Haydar que va resultar mort, i tres dels seus fills foren capturats; tot això va fer augmentar les simpaties de molts turcmans de l'Azerbaidjan i d'Anatòlia cap als safàvides. Al mateix any que això passava Yakub va enviar forces contra la dinastia mushasha que vivien al sud de Mesopotàmia i Khuzestan i eren extremistes xiïtes, però només va aconseguir expulsar-los del sud d'Iraq cap al Khuzestan on van aconseguir mantenir el seu govern. Les reformes econòmiques amb noves taxes i un sistema centralitzat, instigades pel wakil (i abans tutor) Ghazi Sain al-Din Isa Savadji va ser una nova causa de greuges. Yakub va morir de manera estranya (d'una plaga o per verí) el 24 de desembre de 1490 i poques setmanes després el seu wakil era assassinat pels amirs.

### Darrers sobirans
Yakub va conservar les possessions heretades però a la seva mort el 1490 van esclatar lluites entre els seus fills i nebots; els safàvides havien començat a predicar entre les tribus turcmanes. El seu nebot Alwand ben Yusuf ben Uzun Hasan fou derrotat pels safàvides el 1502 en una batalla a Sharur a prop de Nakhtxivan; el fill de Yakub, Murad va continuar la lluita, establert a Bagdad, però finalment va haver de fugir a l'oest amb els otomans. Va acompanyar al sultà Selim I en la campanya a Pèrsia el 1514 i va morir aquest mateix prop d'Urfa.
Els caps tribals van escollir cadascun un candidat, de vegades menor d'edat. El fill de Yakub, Baysunkur de 8 anys fou entronitzat el 1491 sota tutela de Khalil Beg Mawsellu, però fou expulsat de Tabriz el maig de 1492 pel seu cosí Rustam ibn Maksud ibn Uzun Hasan que tenia el suport de les tribus pornaks i qadjars dirigides per Ibrahim ibn Dana Khalil Bayandur (conegut per Ayba Sultan). Els partidaris de Baysunkur van provar de recuperar el poder però el jover príncep fou assassinat el 1493. Rustam que volia sumar voluntats va permetre als fills del Shayh Haydar Safawi retornar a Ardabil el 1492, però el 1494 Ayba Sultan en va ordenar l'arrest perquè el moviment s'orientava contra el poder, però el fill del shaykh, Ismail, de 7 anys, va escapar cap a Lahidjan on es va poder amagar. El 1497 Rustam fou enderrocat en un cop d'estat pel seu cosí Ahmad Gude (o Gövde) o Ahmad ibn Oghurlu Muhammad ibn Uzun Hasan que havia estat exiliat a territori otomà. Immediatament va imposar mesures centralitzadores que van provocar una revolta dels amirs dirigits per Ayba Sultan, i Ahmad fou derrotat i mort prop d'Esfahan el desembre del 1497.

### Desintegració
A partir d'aquí va començar una ràpida desintegració. Cap de les faccions aconseguí més d'un poder provincial pel seu pretendent i tres sultans regnaren al mateix temps: Alwand ibn Yusuf ibn Uzun Hasan a occident; el seu germà Muhammadi al Fars i Iraq Adjemí; i Kasim ibn Djahangir a Mardin al Diyar Bakr; el 1499 Ismail el safàvida va sortir del seu amagatall a Lahidjan i va començar la lluita; el 1500 Muhammadi fou mort de manera violenta. El 1501 Ismail va obtenir una notable victòria sobre els ak koyunlu que li va permetre establir el seu govern a l'Azerbaidjan i l'estiu del 1503 va conquerir Iraq Adjemí, Fars i Kirman, Diyar Bakr del 1507/1508 i Mesopotàmia la tardor del 1508. Els Ak Koyunlu es van mantenir a Mardin on el darrer emir Kasim ben Djahangir fou mort per Alwand durant la retirada d'aquest (1503) després de ser derrotat pels safàvides.
Murad ibn Yakub que estava a al-Ruha i esperava recuperar el poder amb ajut otomà, fou derrotat prop de la seva darrera capital per Ismail el 1509. La família governant, els Bayandur, va seguir existint establerts a Yadz i Bayburt però ja sense poder. Les tribus dels ak koyunlu foren absorbides dins els kizilbaixis d'Ismail on els afshar van conservar la seva identitat mentre altres con els haddjilu, döger, mawsellu i pornak es van fusionar en una nova tribu anomenada turcman.

## Dinastia
- Tur Ali, vers 1340
  - Kutlu Beg, vers 1355
    - Kara Uthman, fins al 1402, de Diyar Bakr 1402-1435
      - Alí ibn Kara Uthman 1435-1438
        - Djihangir ibn Ali 1444-1453 (a Mardin del 1453 al 1469)
          - Kasim ibn Djahangir, a Mardin 1469-1503

        - Uzun Hasan, 1453-1478
          - Khalil 1478
          - Yakub ibn Khalil 1478-1490
            - Baysunkur ibn Yakub 1490-1492
            - Murad ibn Yakub 1497-1503, a Bagdad 1503-1508

          - Ughurlu Muhammad
            - Ahmad Gode 1497

          - Maksud
            - Rustam 1492-1497

          - Yusuf
            - Muhammad 1497-1500
            - Alwand 1497-1504

      - Hamza ibn Kara Uthman 1435-1438, emir 1438-1444